# Syndroom van Möbius
Het syndroom van Möbius of congenitale faciale diplegie is een ziekte waarbij vaak een verlamming van het aangezicht optreedt. Het is een zeer zeldzame neurologische aandoening (ICD-10-code Q87.0).
Het syndroom van Möbius houdt alle klinische kenmerken in ten gevolge van het niet-functioneren van een aantal aangezichtszenuwen. Het is een weinig voorkomende aangeboren aandoening die de uitval van de zesde en zevende hersenzenuw betreft, maar waarbij ook andere hersenzenuwen betrokken kunnen zijn.
Bij mensen met syndroom van Möbius kunnen de betrokken hersenzenuwen niet of onvoldoende aangelegd zijn of niet goed werken, zodat er een gedeeltelijke uitval is van de zenuwen van het gelaat. Dit veroorzaakt blijvende verlammingen van gelaatsspieren.
Kenmerkend zijn de afwijkende gelaatstrekken, zoals het ontbreken van de wangplooien en de afhangende, niet volledig sluitende ogen.
De Duitse arts Paul Julius Möbius (1853-1907) beschreef in 1884 als eerste de ziekte.

## Volgende problemen zijn meestal aanwezig
- Slechte zuigreflex
- Slikproblemen
- Overmatig kwijlen
- Niet kunnen glimlachen
- Niet kunnen knipperen met de ogen
- Geen oogbewegingen naar links en rechts (wel naar boven en beneden)
- Scheelzien
- Niet kunnen fronsen

## Vaak bijkomende afwijkingen
- Kaak- en tongafwijkingen
- Open of hoog gehemelte (Schisis)
- Kleine kin
- Handafwijkingen: ontbrekende kootjes, vliezen tussen de vingers
- Klompvoetjes
- Vertraagde motorische ontwikkeling wegens verminderde spierspanning in romp: moeilijker leren zitten en lopen
- Vertraagde links-rechtscoördinatie
- Mogelijk mentale retardatie
- Soms autisme
- Doofheid aan een of beide oren

## Behandeling
Er is geen behandeling die de oorzaak van het syndroom kan aanpakken, daar niet aangelegde zenuwen niet vervangen kunnen worden en beschadigde zenuwen onherstelbaar zijn.

Bijkomende afwijkingen kunnen wel chirurgisch gecorrigeerd worden, zoals de klompvoet. Gelaatstrekken kunnen soms dankzij plastische chirurgie genormaliseerd worden.

Functionele beperkingen kunnen verbeterd worden door fysiotherapie of logopedie.

## Incidentie
In Nederland worden er naar schatting per jaar 2 tot 3 kinderen geboren met möbiussyndroom.